# Longirostravis
Longirostravis es un género extinto de aves enantiornites que vivieron a principios del período Cretácico (hace cerca de 125 millones de años) y es conocida a partir de fósiles hallados en la zona media o superior de la Formación Yixian en el condado Yixian, en la República Popular de China. Los restos corresponden a un único espécimen alojado en las colecciones del Instituto de Paleontología de Vertebrados y Paleoantropología (catalogado con el número IVPP V 11309) que representa la especie tipo Longirostravis hani.
Basándose en este espécimen, L. hani parece haber sido un ave "del tamaño de una codorniz" con un largo hocico ahusado levemente curvado en la punta con cinco pares de dientes cónicos. Este hocico estrecho y largo puede haber sido usado para sondear entre el fango, una ecología similar a la de los modernos ostreros. L. hani tenía un esternón con una forma inusual, con un par de proyecciones con tres puntas, algo similares a los cuernos de un alce de cada lado. Las plumas estaba preservadas alrededor del cuerpo entero pero parecen haber estado ausentes en los pies y el hocico. Las plumas de las alas eran bastante asimétricas, siendo el borde de ataque de la pluma cinco veces más estrecho que el borde de salida. Las plumas primarias del ala medían más de 8 centímetros de longitud. Como ocurre con otras enantiornites, la cola sostenía un único par de plumas alargadas.